# ライリー・テクノロジーズ

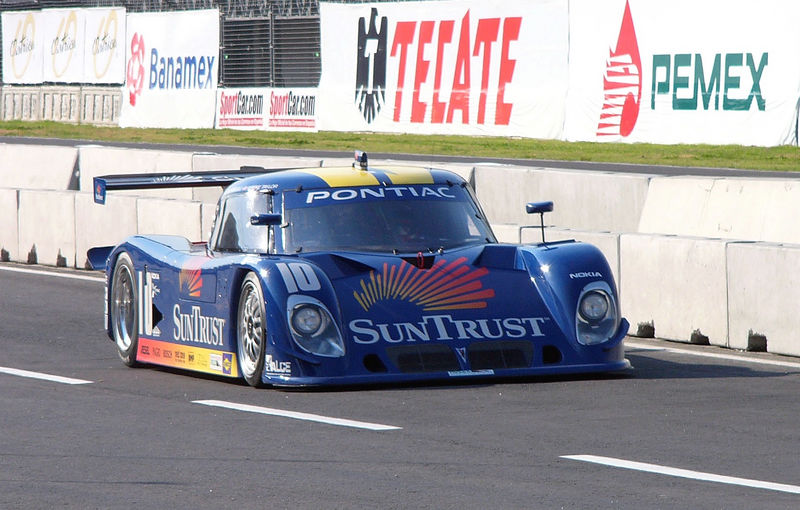
2005年のメキシコシティ・サーキットでのライリー・ポンティアック

ライリー・テクノロジーズ（Riley Technologies LLC）は、プロトタイプレーシングカーの開発とレース参戦を専門とする、アメリカ合衆国のレーシングカーコンストラクター・レーシングチームである。デイトナ・プロトタイプで最も成功したコンストラクターであり、デイトナ24時間レースで計10回総合優勝を飾った。

## 概要
2001年、ボブ・ライリー（Bob Riley）と息子のビル（Bill）は、ボブがかつて設立したライリーアンドスコットを元にライリー・テクノロジーズを創った。2006年にはノースカロライナ州ムーアズビルに本社を移した。

## グランダム・シリーズ
初期はグランダム・シリーズのデイトナ・プロトタイプシャーシのリーディング・コンストラクターとして活動した。ライリーのシャーシは、予選での速さによる上位グリッド数とレースでの勝利数の両方で支配的な存在となった。ライリーのシャーシは、5つの自動車メーカーのエンジンでデイトナ24時間レースを9連覇した。2005年はウェイン・テイラー・レーシングにポンティアックのエンジンで勝利し、2006年から2008年までチップ・ガナッシ・レーシングにレクサスのエンジンで2連覇から4連覇まで勝利を重ね、2009年はブルモス・レーシングにポルシェのエンジン車を供給して5連覇、2010年はアクション・エクスプレス・レーシングに前年と同じにポルシェのエンジン車を供給して6連覇、2011年はチップ・ガナッシ・レーシングにBMWのエンジン車を供給して7連覇、2012年はマイケル・シャンク・レーシングにフォードのエンジン車を供給して8連覇、2013年はチップ・ガナッシ・レーシングにBMWのエンジン車を供給して9連覇を挙げた。
ライリーはまたマツダ・RX-8のシャーシを開発して2008年のデイトナ24時間レースのGTクラスで優勝している。同年、新しいBMW・M6のGTレースカーを公開した。
またライリーのデイトナ・プロトタイプから派生したシャーシは、SUPER GTのGT300クラスでムーンクラフト・紫電チームに供給され、チームタイトルを獲得している。

## IMSA

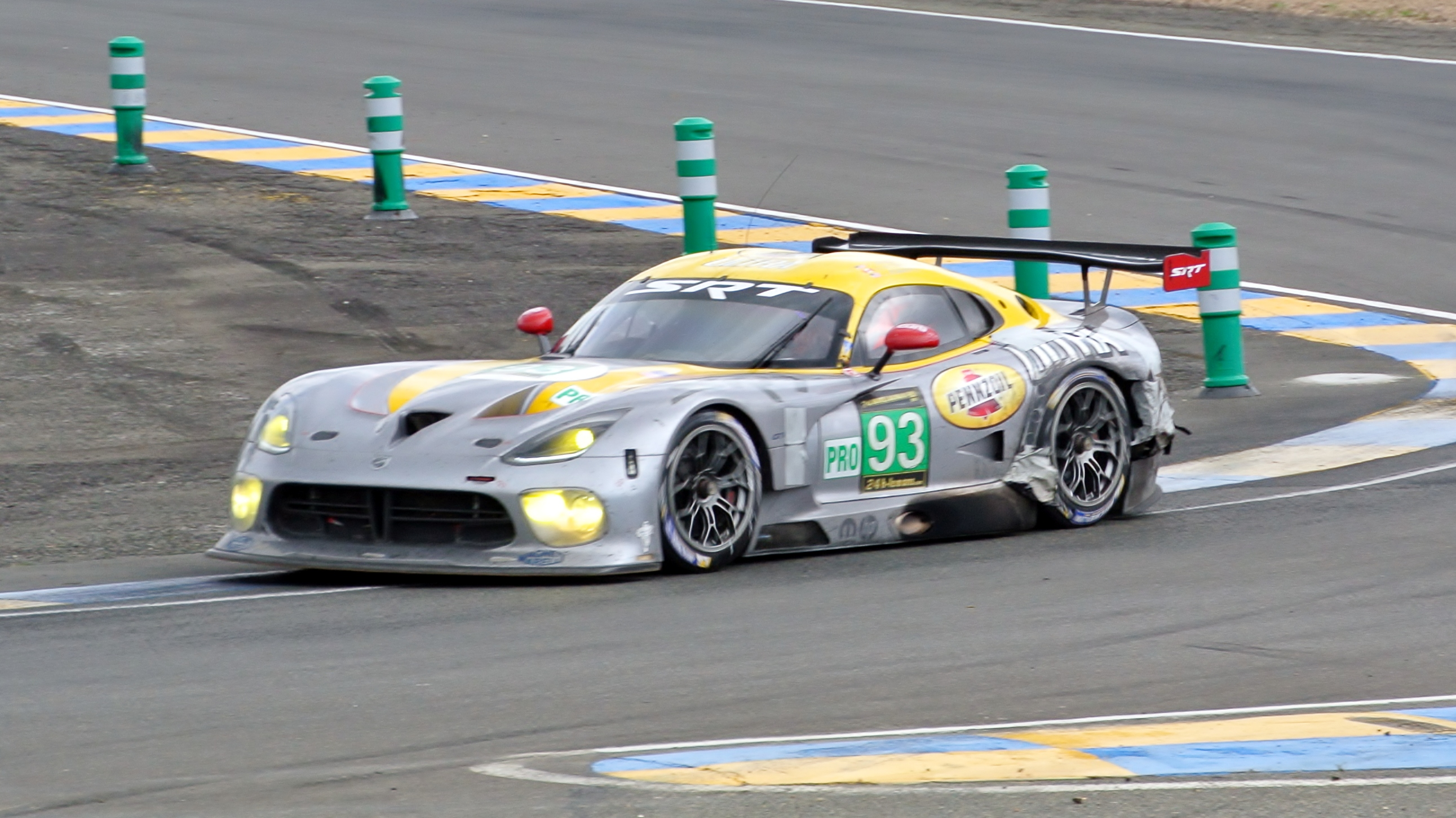
SRT バイパー GTS-R（2013年）

2008年のアメリカン・ル・マン・シリーズでライリーが設計、製造しGT2クラスで参戦するシボレー・コルベットがデビューした。
2012年、第3世代バイパーの発表と同時にクライスラーは、SRTモータースポーツとライリーによって設計、製造されたSRT・バイパー GTS-Rで、アメリカン・ル・マン・シリーズに参戦した。
2013年、ル・マン24時間レースに参戦した。
2014年、新たに結成されたユナイテッド・スポーツカー選手権では、GTLMクラスにSRT・バイパー GTS-Rで参戦。GTLMクラスのドライバー、チームのダブルタイトルを獲得した。2014年をもってクライスラーは、SRTモータースポーツによるファクトリープログラムを中止した。またGTDクラスでは、SRTモータースポーツとライリーで共同で開発された、SRT・バイパー GT3-Rがライリー・モータースポーツから参戦した。
2015年、デイトナ24時間レースでチップ・ガナッシ・レーシングが、ライリー・MkXXVI-フォードで総合優勝し、GTDクラスではダッジ・バイパー GT3-Rがクラス優勝を果たした。
2017年から、ライリーはマルチマティック社との合弁プロジェクトで、ACOの指定コンストラクター4社のうちの1社としてLMP2車両、ライリー-マルチマティック・MkXXXを開発した。また、マツダと提携してDPi車両のRT-24Pの製作にも関わることになった。
2025年から、IMSAにランボルギーニ・SC63で参戦する、アウトモービリ・ランボルギーニ・スクアドラ・コルセのレースオペレーションを担当する。